# ライ (ミュージシャン)
ライ（Rhye）は、カナダ出身のマイク・ミロシュ (Michael Milosh)による音楽プロジェクト。ロマンティックで緻密なサウンドや、男性ながらシャーデーを彷彿とさせる、官能的なマイクのボーカルを特徴とする。
2012年よりボーカル担当のマイク・ミロシュと、デンマーク出身で楽器演奏担当のロビン・ハンニバル (Robin Hannibal)の2人組としてロサンゼルスを拠点に活動を開始。2013年にファースト・アルバム『ウーマン』をリリース。2017年にロビン・ハンニバルがプロジェクトを離れ、ミロシュのソロプロジェクトとなる。その後は2作目のアルバム『ブラッド』（2018年）、3作目『Spirit』（2019年）、4作目『HOME』（2021年）をリリースしている。

## 来歴

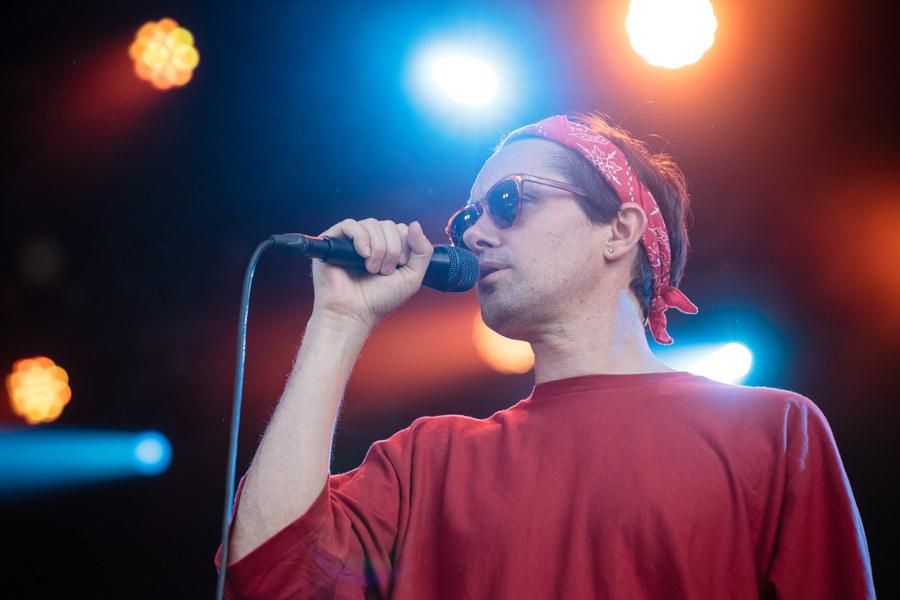
ボーカルのミロシュ（2018年）

2010年、ロビン・ハンニバル (Robin Hannibal)が自身参加のデュオ、クアドロン(Quadron)のリミックスを、ミロシュ (Milosh) として活動していたマイク・ミロシュ (Michael Milosh) に依頼したことをきっかけに意気投合し、2012年から共同での曲作りを開始。デュオとしての素性を明かさないまま、2012年から2013年にかけて「Open」「The Fall」の2曲を発表すると、音楽メディアを中心に大きな話題となる。
2013年5月にファースト・アルバム『ウーマン』を発売。本作は批評家筋から高い評価を集め、ピッチフォーク・メディアはこの年のベスト・アルバム・ランキングの第42位に、SPINは第26位に、ビルボードは第8位にそれぞれ選んでいる。同年7月、フジロックフェスティバルに初出演。
2017年にロビン・ハンニバルがプロジェクトを離れ、ライはミロシュのソロ・プロジェクトとなった。
2018年2月2日、2作目のアルバム『ブラッド』をリリースする。
2019年5月10日、3作目のアルバム『Spirit』をリリースする。
2021年1月22日、4作目のアルバム『HOME』をリリースする。

## ディスコグラフィ

### スタジオ・アルバム
- 『ウーマン』 - Woman (2013年、Innovative Leisure)
- 『ブラッド』 - Blood (2018年、Loma Vista/ Hostess)
- Spirit (2019年、Loma Vista)
- 『HOME』 - Home (2021年、Loma Vista)

### EP
- The Fall (Remixes) (2012年)

### シングル
- "Please" (2017年)
- "Taste" (2017年)
- "Hymn" (2018年)
- "Needed" (2019年)
- "Beautiful" (2020年)
- "Helpless" (2020年)
- "Black Rain" (2020年)
- "A Quiet Voice" (2023年)